# Now You're Gone - The Album
Now You're Gone - The Album es el nombre del segundo álbum de estudio del dj sueco de música eurodance Basshunter, que fue lanzado al mercado el 11 de julio de 2008.
Producido por él mismo y por Scott Simons, el álbum salió al mercado bajo el sello discográfico Hard2Beat. Es el primer álbum del artista bajo este sello discográfico, ya que sus anteriores álbumes LOL <(^^,)> y The Bassmachine habían salido bajo los sellos WEA y Alex Music, respectivamente. También, es el primero en el que todas las canciones son íntegras en inglés, dirigidas a un público más internacional.
El álbum tiene un estilo generalmente eurodance y presenta reediciones de temas de su álbum anterior LOL <(^^,)>, como "DotA" o "Bass Creator".  Hasta el momento, lleva más de 400 000 copias vendidas, 39 000 en la primera semana.

## Promoción

### Sencillos
El primer sencillo promocional de Now You're Gone - The Album fue Now You're Gone», que usa la misma melodía que Boten Anna. Producida por Basshunter con dj Mental Theo's Bazzheadz fue lanzada en descarga digital el 31 de diciembre de 2007 y el 7 de enero de 2008 en formato físico. El video musical fue dirigido por Alex Herron, estuvo posicionada en 26 listas en 20 países y alcanzó el número uno en Reino Unido e Irlanda.
El segundo sencillo para promocionar el álbum fue All I Ever Wanted, que tiene la melodía de Vi sitter i Ventrilo och spelar DotA. En un principio iba a ser Please Don't Go, una remezcla de la canción de KC and The Sunshine Band, pero debido a razones técnicas solo se lanzó en Suecia, donde alcanzó el número 6 en listas. La canción fue escrita por David le Roy, Jean Christophe Belval y S. Damian, y producida por Basshunter. Fue lanzada el 30 de junio de 2008 en formato digital y en formatos físicos (CD y maxisencillo) el 7 de julio en Reino Unido, el 1 de agosto en algunos países de Europa y el 5 de agosto en Estados Unidos. Recibió buenas críticas como la de All Gigs y Female First. y malas como la de Digital Spy. El video musical también fue dirigido por Alex Herron.
Angel in the Night fue elegido como tercer sencillo promocional. Fue escrita por Basshunter y producida por él y Scott Simons, que ya había colaborado con él en otras canciones. Fue lanzada en formato digital el 22 de septiembre de 2008 y el 29 de ese mismo mes en formato físico (Sencillo CD) en el Reino Unido. Por el momento, la canción solo ha recibido una crítica, la de Digital Spy, que le daba dos estrellas sobre cinco.
El quinto sencillo de Now You're Gone - The Album fue I Miss You, que fue lanzado el 15 de diciembre.
Finalmente, el sexto y último sencillo del álbum fue Walk on Water, que es la canción I Can Walk on Water, con algunas pequeñas modificaciones, como un sonido de sierra al comienzo de la canción. El sencillo fue lanzado al mercado digitalmente el 6 de julio de 2009.

### Éxito de los sencillos
| "Now You're Gone" (feat. Dj Mental Theo's Bazzheadz) - Ventas: +500.000 | - Radio: 6 de diciembre de 2007.    | 40 | 1  | 1  | 2  | 3 | 2  |
| "All I Ever Wanted" - Ventas: -                                         | - Radio: 3 de julio de 2008.        | -  | 1  | 2  | 10 | - | 58 |
| "Angel in the Night" - Ventas: -                                        | - Radio: 4 de septiembre de 2008.   | -  | 10 | 14 | 62 | - | 50 |
| "I Miss You" (feat. Lauren Dyson) - Ventas: -                           | - Digital: 15 de diciembre de 2008. | -  | -  | -  | -  | - | -  |
| "Walk on Water" - Ventas: -                                             | - Digital: 6 de julio de 2009.      | -  | -  | -  | -  | - | -  |

## Ediciones

### Edición estándar
| CD 1 | CD 1 | CD 1     |
| N.º  | Título | Duración |
| ---- | --- | -------- |
| 1    | "Now You're Gone" (feat. DJ Mental Theo's Bazzheadz) Escritor(es): Basshunter, Mental Theo's Bazzheadz Productor(es): Basshunter                                              | 02:30    |
| 2    | "All I Ever Wanted" Escritor(es): David le Roy, Jean Christophe Belval, S. Damian Productor(es): Basshunter                                                                   | 02:58    |
| 3    | "I Miss You" (feat. Lauren Dyson) Escritor(es): Rami Yacoub, Jacob "Jake" Schulze Productor(es): Basshunter, Scott Simons Versión de la canción "Miss You" de Westlife        | 02:50    |
| 4    | "Please Don't Go" Escritor(es): Rick Finch, Harry Casey Productor(es): Basshunter, Scott Simons Versión de la canción homónima de KC and the Sunshine Band                    | 03:48    |
| 5    | "Angel in the Night" Escritor(es): Basshunter Productor(es): Basshunter, Scott Simons                                                                                         | 03:23    |
| 6    | "In Her Eyes" Escritor(es): Basshunter, Scott Simons Productor(es): Basshunter, Scott Simons                                                                                  | 03:14    |
| 7    | "Love You More" (feat. Lauren Dyson) Escritor(es): Anna Lucia Holm, Paul Carnell Productor(es): Basshunter, Scott Simons Versión de la canción "Love U More" de Sunscreem     | 03:52    |
| 8    | "Camilla" Escritor(es): Basshunter, Francis Hill Productor(es): Basshunter Versión en inglés                                                                                  | 03:14    |
| 9    | "Dream Girl" (feat. Lauren Dyson) Escritor(es): Scott Simons Productor(es): Basshunter, Scott Simons                                                                          | 04:29    |
| 10   | "I Can Walk on Water" Escritor(es): Basshunter Productor(es): Basshunter | 03:46    |
| 11   | "Bass Creator" Escritor(es): Basshunter, Francis Hill Productor(es): Basshunter Incluida originalmente en sueco en el álbum LOL <(^^,)> bajo el nombre "I'm Your Basscreator" | 05:03    |
| 12   | "Russia Privjet" Escritor(es): Basshunter Productor(es): Basshunter Incluida originalmente en el álbum LOL <(^^,)>                                                            | 04:05    |
| 13   | "Boten Anna" Escritor(es): Basshunter Productor(es): Basshunter Incluida originalmente en el álbum LOL <(^^,)>                                                                | 03:29    |
| 14   | "DotA" Escritor(es): David le Roy, Jean Christophe Belval, S. Damian Productor(es): Basshunter Incluida originalmente en el álbum LOL <(^^,)>                                 | 03:23    |
| 15   | "Now You're Gone" (Fonzerelli Edit) Escritor(es): Basshunter Productor(es): Basshunter Producción adicional: Fonzerelli                                                       | 03:16    |
| 16   | "All I Ever Wanted" (Fonzerelli Edit) Escritor(es): David le Roy, Jean Christophe Belval, S. Damian Productor(es): Basshunter Producción adicional: Fonzerelli                | 02:34    |

| Bonus Tracks (iTunes Reino Unido) | Bonus Tracks (iTunes Reino Unido) | Bonus Tracks (iTunes Reino Unido) |
| N.º                               | Título | Duración                          |
| --------------------------------- | --- | --------------------------------- |
| 17                                | "Welcome to Rainbow" Escritor(es): Basshunter Productor(es): Basshunter Incluida originalmente en el ep "Welcome to Rainbow"                                                          | 05:06                             |
| 18                                | "Hardstyle Drops" Escritor(es): Basshunter Productor(es): Basshunter Originalmente llamada: Welcome to Rainbow (Hardstyle Remix) Incluida originalmente en el ep "Welcome to Rainbow" | 05:31                             |

### Edición Deluxe
| CD 1 | CD 1 | CD 1     |
| N.º  | Título | Duración |
| ---- | --- | -------- |
| 1    | "Now You're Gone" (feat. DJ Mental Theo's Bazzheadz) Escritor(es): Basshunter, Mental Theo's Bazzheadz Productor(es): Basshunter                                              | 02:30    |
| 2    | "All I Ever Wanted" Escritor(es): David le Roy, Jean Christophe Belval, S. Damian Productor(es): Basshunter                                                                   | 02:58    |
| 4    | "Please Don't Go" Escritor(es): Rick Finch, Harry Casey Productor(es): Basshunter, Scott Simons Versión de la canción homónima de KC and the Sunshine Band                    | 03:48    |
| 3    | "I Miss You" (feat. Lauren Dyson) Escritor(es): Rami Yacoub, Jacob "Jake" Schulze Productor(es): Basshunter, Scott Simons Versión de la canción "Miss You" de Westlife        | 02:50    |
| 5    | "Angel in the Night" Escritor(es): Basshunter Productor(es): Basshunter, Scott Simons                                                                                         | 03:23    |
| 6    | "In Her Eyes" Escritor(es): Basshunter, Scott Simons Productor(es): Basshunter, Scott Simons                                                                                  | 03:14    |
| 7    | "Love You More" (feat. Lauren Dyson) Escritor(es): Anna Lucia Holm, Paul Carnell Productor(es): Basshunter, Scott Simons Versión de la canción "Love U More" de Sunscreem     | 03:52    |
| 8    | "Camilla" Escritor(es): Basshunter, Francis Hill Productor(es): Basshunter Versión en inglés                                                                                  | 03:14    |
| 9    | "Dream Girl" (feat. Lauren Dyson) Escritor(es): Scott Simons Productor(es): Basshunter, Scott Simons                                                                          | 04:29    |
| 10   | "Walk on Water (Radio Edit)" Escritor(es): Basshunter Productor(es): Basshunter                                                                                               | 03:46    |
| 11   | "Bass Creator" Escritor(es): Basshunter, Francis Hill Productor(es): Basshunter Incluida originalmente en sueco en el álbum LOL <(^^,)> bajo el nombre "I'm Your Basscreator" | 05:03    |
| 12   | "Russia Privjet" Escritor(es): Basshunter Productor(es): Basshunter Incluida originalmente en el álbum LOL <(^^,)>                                                            | 04:05    |
| 13   | "Boten Anna" Escritor(es): Basshunter Productor(es): Basshunter Incluida originalmente en el álbum LOL <(^^,)>                                                                | 03:29    |
| 14   | "DotA" Escritor(es): David le Roy, Jean Christophe Belval, S. Damian Productor(es): Basshunter Incluida originalmente en el álbum LOL <(^^,)>                                 | 03:23    |
| 15   | "Now You're Gone" (Sound Selektaz Remix) Escritor(es): Basshunter Productor(es): Basshunter                                                                                   | 05:35    |
| 16   | "All I Ever Wanted" (Ultra Dj's Remix) Escritor(es): David le Roy, Jean Christophe Belval, S. Damian Productor(es): Basshunter                                                | 05:34    |
| 17   | "Angel in the Night" (Headhunters Remix) Escritor(es): Basshunter Productor(es): Basshunter, Scott Simons                                                                     | 05:08    |
| 18   | "I Miss You" (Headhunters Remix) (feat. Lauren Dyson) Escritor(es): Rami Yacoub, Jacob "Jake" Schulze Productor(es): Basshunter, Scott Simons                                 | 05:08    |
| 19   | "Walk on Water" (7th Heaven Remix) Escritor(es): Basshunter Productor(es): Basshunter                                                                                         | 07:23    |
| 20   | "Please Don't Go" (Ultra Dj's Remix) Escritor(es): Rick Finch, Harry Casey Productor(es): Basshunter, Scott Simons Versión de la canción homónima de KC and the Sunshine Band | 04:39    |